# Anette Rückes
Anette Rückes (Bad Marienberg, 19 dicembre 1951) è un'ex velocista tedesca, vincitrice della medaglia di bronzo nella staffetta 4×400 m alle Olimpiadi di Monaco di Baviera 1972 con Rita Wilden, Inge Bödding e Hildegard Falck.